# Chiquitita
Chiquitita ("piccolina" in spagnolo) è il primo singolo estratto dall'album Voulez-Vous degli ABBA nel 1979.

## Descrizione
La canzone fu scritta da Benny Andersson e Björn Ulvaeus, e cantata principalmente da Agnetha Fältskog. Alla canzone vennero dati diversi titoli (Kålsupare, Three Wise Guys, Chiquitita Angelina, In the Arms of Rosalita) e ha diverse versioni preliminari, fino a quando fu scelta la versione definitiva intitolata Chiquitita.
La canzone, dopo essere stata un grande successo nella versione in inglese, venne registrata in spagnolo, una lingua che il gruppo non conosceva e che cantavano semplicemente usando la fonetica. La canzone diventò molto popolare in Spagna e in America Latina (Porto Rico, Argentina, Paraguay, Perù, Messico e Repubblica Dominicana).

## Successo commerciale
Il singolo fu pubblicato il gennaio 1979, dopo essere stato presentato durante un concerto di beneficenza organizzato dalla UNICEF nel Palazzo di Vetro. Tutti i proventi della canzone sono stati donati dal gruppo all'UNICEF, che, nel 2007, gli ha fatto guadagnare circa 2,5 milioni di dollari. La canzone divenne una delle più grandi hit degli ABBA, arrivano alla numero 1 in 10 Paesi: Belgio, Finlandia, Svizzera, Spagna, Irlanda, Paesi Bassi, Sudafrica, Nuova Zelanda, Messico (dove passò la fantastica cifra di 32 settimane alla numero uno)   e Zimbabwe, raggiunse la Top 5 in Svezia, Regno Unito, Germania Ovest, Norvegia ed Australia. Vendette 500.000 copie in Messico e 700,000 in Argentina.

## Cover
Chiquitita è stata reinterpretata da molti cantanti, tra cui Cher, ma la cover più famosa è quella di Sinéad O'Connor del 1999.